# Bremer County
Das Bremer County ist ein County im US-amerikanischen Bundesstaat Iowa. Im Jahr 2020 hatte das County 24.988 Einwohner und eine Bevölkerungsdichte von 22 Einwohnern pro Quadratkilometer.  Der Verwaltungssitz (County Seat) ist Waverly.

## Geografie
Das County liegt im mittleren Nordosten von Iowa und hat eine Fläche von 1139 Quadratkilometern, wovon vier Quadratkilometer Wasserfläche sind.
Durchflossen wird das County im Westen vom Cedar River, der über den Iowa River zum Stromgebiet des Mississippi gehört. Durch den Osten des Countys fließt der Wapsipinicon River, der ebenfalls in den Mississippi mündet.
An das Bremer County grenzen folgende Nachbarcountys:
| Floyd County  | Chickasaw County  |                 |
| Butler County |                   | Fayette County  |
|               | Black Hawk County | Buchanan County |

## Geschichte

Fredrika Bremer. Gemälde von Johan Gustaf Sandberg (1843)

Das Bremer County wurde am 24. Januar 1853 aus als frei bezeichneten – in Wirklichkeit aber von Indianern besiedelten – Territorium gebildet. Benannt wurde es nach der schwedischen Autorin und Frauenrechtlerin Fredrika Bremer (1801–1865). Damit ist das Bremer County das einzige in Iowa, das nach einer Person aus der Literatur benannt wurde.
Die seit 1850 bestehende Stadt Waverly war der erste Verwaltungssitz, was sich im Gegensatz zu vielen anderen Countys in Iowa auch nie geändert hat.
Das erste Gerichtsgebäude, ein kleines einstöckiges Haus, wurde 1851 errichtet. Bereits 1858 wurde dieses durch einen größeren Ziegelbau ersetzt. Da dieses Gebäude den allmählich gewachsenen Aufgaben nicht mehr gewachsen war, wurde 1870 ein weiteres Gebäude daneben errichtet. Beide Gebäude wurden 1937 abgerissen und an deren Stelle ein größeres Gebäude errichtet.
1975 wurde das Büro des Sheriffs und das Gefängnis in ein eigenes Gebäude verlegt.

2003 feierte das Bremer County seine 150-jähriges Bestehen.

## Bevölkerung
Nach der Volkszählung im Jahr 2010 lebten im Bremer County 24.276 Menschen in 9609 Haushalten. Die Bevölkerungsdichte betrug 21,4 Einwohner pro Quadratkilometer. In den 9609 Haushalten lebten statistisch je 2,32 Personen.
Ethnisch betrachtet setzte sich die Bevölkerung zusammen aus 97,2 Prozent Weißen, 0,8 Prozent Afroamerikanern, 0,1 Prozent amerikanischen Ureinwohnern, 0,7 Prozent Asiaten sowie aus anderen ethnischen Gruppen; 1,0 Prozent stammten von zwei oder mehr Ethnien ab. Unabhängig von der ethnischen Zugehörigkeit waren 1,0 Prozent der Bevölkerung spanischer oder lateinamerikanischer Abstammung.
22,7 Prozent der Bevölkerung waren unter 18 Jahre alt, 60,0 Prozent waren zwischen 18 und 64 und 17,3 Prozent waren 65 Jahre oder älter. 51,1 Prozent der Bevölkerung war weiblich.
Das jährliche Durchschnittseinkommen eines Haushalts lag bei 54.482 USD. Das Prokopfeinkommen betrug 26.493 USD. 7,5 Prozent der Einwohner lebten unterhalb der Armutsgrenze.

## Ortschaften im Bremer County
Citys
| - Denver - Frederika - Janesville1 - Plainfield | - Readlyn - Sumner2 - Tripoli - Waverly |

Unincorporated Communities
| - Artesian - Bremer - Buckcreek - Deanville | - Finchford - Horton - Klinger - Knittel | - Murphy - Siegel - Spring Lake |

1 – teilweise im Black Hawk County

2 – teilweise im Fayette County

## Gliederung
Das Bremer County ist in 14 Townships eingeteilt:
| Township           | Einwohner (2010) | FIPS     |
| ------------------ | ---------------- | -------- |
| Dayton Township    | 380              | 19-90900 |
| Douglas Township   | 388              | 19-91032 |
| Franklin Township  | 429              | 19-91389 |
| Frederika Township | 363              | 19-91440 |
| Fremont Township   | 1709             | 19-91458 |
| Jackson Township   | 1446             | 19-92097 |
| Jefferson Township | 3148             | 19-92205 |

| Township              | Einwohner (2010) | FIPS     |
| --------------------- | ---------------- | -------- |
| Lafayette Township    | 618              | 19-92334 |
| Le Roy Township       | 189              | 19-92424 |
| Maxfield Township     | 1314             | 19-92898 |
| Polk Township         | 922              | 19-93441 |
| Sumner No. 2 Township | 322              | 19-94059 |
| Warren Township       | 561              | 19-94425 |
| Washington Township   | 607              | 19-94455 |

Die Städte Sumner und Waverly gehören keiner Township an.